# Gachiakuta
Gachiakuta (яп. ガチアクタ) — японська серія манґи, написана та проілюстрована Кей Ураною. Вона почала серіалізацію у журналі Weekly Shonen Magazine видавництва Kodansha у лютому 2022 року. Станом на березень 2025 року окремі розділи були зібрані в 14 томів. Прем'єра аніме-адаптації від студії Bones відбулась у липні 2025 року. В Україні випускається видавництвом Nasha idea

## Сюжет
Рудо і його прийомний батько Реґто намагаються співіснувати разом з іншими жителями в нетрях міста, але Рудо зневажає марнотратство вищого класу. Ігноруючи всі попередження, Рудо регулярно копається в міському смітті в пошуках чогось корисного або цінного, що можна врятувати від «Безодні» — величезної ями, куди скидають усе, що вважається сміттям. У тому числі й людей.
Одного разу, повертаючись додому, Рудо зіткнувся з таємничою фігурою, а прийшовши, виявив на підлозі вмираючого від ножового поранення Реґто. Підоспілі представники влади без жодних розглядів звинуватили його у вбивстві. Ніхто не вірить у його невинність, і тому його вирішують скинути в Безодню. Однак замість того, щоб померти, він опинився в дивному смердючому місці, наповненому монстрами зі сміття. Коли на Рудо напали монстри, його врятував «прибиральник» Енджін. Тепер перед Рудо стоїть мета помститися вбивцям Реґто. А для цього йому необхідно пробитися назад на небеса.

## Персонажі
Рудо Суребрек (яп. ルド スレブレック)
Прийомний син Реґто, чиї хибні переконання призвели до того, що його засудили до Безодні. Врятувавшись від зграї сміттєвих звірів, він приєднується до «Прибиральників», щоб помститися своїм обвинувачам.
Енджін (яп. エンジン)
Один із членів «Прибиральників», який рятує Рудо від орди сміттєвих звірів. Він має при собі життєво важливий інструмент під назвою «Амбрекер», що має форму парасольки.
Дзанка Ніджік (яп. ザンカ・ニジク)
Воїн-«Прибиральник» і майстерний боєць, якого Енджін проголошує наймолодшим членом організації. Його життєво важливим інструментом є зброя, схожа на посох.
Рію Ріппер (яп. リヨ・リーパー)
Безтурботна, енергійна і дружня «Прибиральниця», чиїм життєво важливим інструментом є пара ножиць на ім'я Жнець.
Семю (яп. セミュ)
Працює в штаб-квартирі «Прибиральників». За допомогою свого життєво важливого інструменту, Очей, що мають форму пари окулярів, вона може перевірити загальні здібності людині, що дає їй ефективність, необхідну для приєднання до організації. Однак ця здатність не працює в бою.

## Виробництво
Основним джерелом натхнення для Gachiakuta Урана вважає досвід свого дитинства. Вона пояснює, що ідея оповідання, де дії та почуття пронизують особисті речі, як «Аніма», виникла після того, як вона в дитинстві зламала свою власну річ: «У мене була ручка, яку я дуже любила, і я зламала її надвоє. Разом із відчуттям втрати виникло відчуття, ніби ручка благала мене». Досвід Урани відображений у Gachiakuta, адже сюжет зосереджений на персонажах, зокрема Рудо, які формують глибокі особисті зв’язки з речами, наділеними душею — «Життєво важливими інструментами». У випадку Рудо, це навіть покинуті іншими сміттєві предмети. Подібні думки зародилися ще в юності Урани, коли вона спостерігала за вішалками, які бабуся приносила з хімчистки — це теж надихнуло її на тему цінності та потенціалу в, здавалося б, буденних і непотрібних речах.
Знаковий художній стиль Gachiakuta сформувався завдяки ілюстраціям Урани, які доповнені графіті-дизайнами Андо Хідейоші. Графіті та стріт-арт в історії не лише слугують засобом самовираження, ідентичності та захисту для персонажів, а й мають сюжетну вагу для читача, органічно вплітаючись в оповідь. Щодо дизайну персонажів, Урана стверджує, що її процес включав несподівані зміни для персонажів Gachiakuta: «Я створюю їх як порядних людей, але потім малюю їх, і чомусь вони виявляються дещо дивакуватими. Я здалася, зрозумівши, що це те, якими вони є насправді».

## Медіа

### Манґа
Серія, написана та проілюстрована Кей Ураною, почала виходити у журналі Weekly Shonen Magazine видавництва Kodansha 16 лютого 2022 року. Станом на березень 2025 року окремі розділи серії були зібрані в 14 томів.
В Україні манґа ліцензована видавництвом Nasha idea. Випуск першого тому заплановано на квітень 2025 року.

#### Томи
| №  | Дата виходу       | ISBN                   |
| -- | ----------------- | ---------------------- |
| 1  | 17 травня 2022    | ISBN 978-4-06-527922-9 |
| 2  | 15 липня 2022     | ISBN 978-4-06-528430-8 |
| 3  | 16 вересня 2022   | ISBN 978-4-06-529138-2 |
| 4  | 17 листопада 2022 | ISBN 978-4-06-529777-3 |
| 5  | 17 лютого 2023    | ISBN 978-4-06-530527-0 |
| 6  | 17 квітня 2023    | ISBN 978-4-06-531344-2 |
| 7  | 14 липня 2023     | ISBN 978-4-06-532179-9 |
| 8  | 17 жовтня 2023    | ISBN 978-4-06-532888-0 |
| 9  | 15 грудня 2023    | ISBN 978-4-06-533899-5 |
| 10 | 15 березня 2024   | ISBN 978-4-06-534863-5 |
| 11 | 17 червня 2024    | ISBN 978-4-06-535779-8 |
| 12 | 17 вересня 2024   | ISBN 978-4-06-536774-2 |
| 13 | 17 грудня 2024    | ISBN 978-4-06-537775-8 |
| 14 | 17 березня 2025   | ISBN 978-4-06-538707-8 |

### Аніме
Аніме-телесеріал виробництва Bones Film режисера Фуміхіко Суґануми вийшов 6 липня 2025 року на CBC Television, TBS та їхніх філіях. Також відбудуться попередні покази у понад 15 країнах світу під назвою «Gachiakuta: World Takeover», починаючи зі світової прем'єри у Shinjuku Piccadilly у районі Шінджюку, Токіо, 4 липня. Сценаристом серіалу став Хіроші Секо, Сатоші Ішіно — головним аніматором і керівником дизайну персонажів, а Таку Івасакі — музичним композитором.
Відкриваюча пісня — «HUGs» у виконанні Paledusk, а закриваюча — «Tomoshibi» (яп. 灯火) у виконанні DUSTCELL.
Crunchyroll транслюватиме серіал. Medialink ліцензувала серіал у Південно-Східній Азії.

## Сприйняття
Колумністу із Real Sound сподобалася світобудова, екшн і елементи темного фентезі в історії, а також головний герой. Масакі Ендо з Tsutaya News сподобався малюнок і головний герой серіалу. Серіал порекомендував Ацуші Окубо.
У 2022 Next Manga Award серіал посів 13 місце в категорії друкованої манґи. Це також був найпопулярніший вибір серед англійських виборців, хоча на той час серіал не був випущений англійською мовою. Манґа зайняла 14 місце в коміксах, рекомендованих працівниками Nationwide Bookstore Employees 2023 року. Вона була номінована на 47-му премію Kodansha Manga Award у категорії сьонен у 2023 році; вона також була номінована на 48-у премію в тій же категорії в 2024 році.